# Pavlo Anatoliyovych Klimkin
Pavlo Anatoliyovych Klimkin (tiếng Ukraina: Павло Анатолійович Клімкін; tiếng Nga: Павел Анатольевич Климкин, Pavel Anatolyevich Klimkin, sinh năm 1967) là một nhà ngoại giao Ukraina và Đại sứ đặc mệnh toàn quyền Ukraina. Kể từ ngày 19 tháng 6 năm 2014, ông giữ chức bộ trưởng Bộ Ngoại giao Ukraina. Là một nhà vật lý tốt nghiệp ở Moskva, ông đã từng làm việc trong Bộ Ngoại giao Ukraina từ năm 1993, với vị trí bao gồm cả giám đốc bộ Cục Liên minh châu Âu, cũng như thứ trưởng ngoại giao trong Chính phủ Azarov đầu tiên],, nơi ông đã đóng một vai trò trung tâm trong việc đàm phán Hiệp định Hiệp hội Liên minh châu Âu-Ukraina].

## Tiểu sử
Pavlo Klimkin sinh ngày 25 tháng 12 năm 1967  tại thành phố Kursk ở Nga (lúc đó thuộc Liên Xô). Ngoài tiếng Nga và tiếng Ukraina, Klimkin thông thạo tiếng Anh và tiếng Đức  và biết tiếng Tây Ban Nha và tiếng Pháp cơ bản.
Năm 1991 Klimkin tốt nghiệp khoa vật lý không gian và nghiên cứu không gian tại Viện kỹ thuật - vật lý Moskva với bằng thạc sĩ vật lý và toán học. Sau đó ông là một nhà nghiên cứu từ năm 1991 đến năm 1993 tại Viện hàn điện E. O. Paton của Viện hàn lâm Khoa học Ukraina..

## Sự nghiệp chính trị
Năm 1993 Klimkin bắt đầu sự nghiệp lâu dài của mình tại Bộ Ngoại giao Ukraina, nơi ông nắm giữ một loạt các chức vụ. Ban đầu ông làm tùy viên và thư ký thứ hai trong Cục quân sự và giải giáp cũng làm việc trong các phòng ban liên quan đến ngoại giao Đức, an ninh hạt nhân và năng lượng, và kinh tế. Năm 1997 ông làm việc trực tiếp cho phó thủ tướng tương lai Kostyantyn Gryshchenko, và sau này ông được vị này bổ nhiệm chức thứ trưởng.
Klimkin được bổ nhiệm làm công sứ-tham tán Đại sứ quán Ukraina tại Vương quốc Anh vào năm 2004, một chức vụ ông đã đảm nhận cho đến năm 2008. Vào tháng 3năm 2008, ông được bổ nhiệm là giám đốc của Vụ Liên minh châu Âu của Bộ Ngoại giao Ukraina21 Tháng 4 năm 2010, ông trở thành Thứ trưởng Ngoại giao trong Chính phủ Azov đầu tiên của Ukraina. Trong thời gian làm thứ trưởng, Klimkin đóng một vai trò trung tâm trong việc đàm phán Hiệp định hiệp hội Liên minh châu Âu-Ukraina. Theo trang Gzeta.ru, Klimkin là "bộ mặt hội nhập châu Âu của Ukraina," do ông đã dẫn một đoàn đàm phán với EU. Theo Ukrayinska Pravda, tháng 11 năm 2013 Ukraina bị EU từ chối gia nhập Liên minh châu Âu